# Zaki Anwari
Zaki Anwari (geboren am 18. März 2002 in Kabul; gestorben am 16. August 2021) war ein afghanischer Fußballspieler in der Jugendnationalmannschaft des Landes. Er starb bei dem Versuch, aus dem Land zu fliehen, um den Taliban zu entkommen.

## Leben
Zaki Anwari wurde seinen Angaben zufolge im Jahr 2002 als Sohn des Regierungsangestellten Gholam Ghaws Anwari geboren und hatte drei Brüder und drei Schwestern. Er wuchs in der von der Mittelschicht dicht besiedelten Kohte-Sanghi-Nachbarschaft des sechsten Bezirks von Kabul in der Zeit des politischen und gesellschaftlichen Umbruchs nach der letzten Herrschaft der Taliban über Afghanistan (1996 bis 2001) auf und besuchte ein französisch-afghanisches Gymnasium, das Lycée Esteqlal. Mit 16 Jahren wurde er Spieler in der afghanischen Junioren-Nationalmannschaft. Er war Innenverteidiger mit der Rückennummer 10 und galt als viel versprechender Fußballspieler.

## Ereignisse
Einen Tag vor der Einnahme Kabuls durch die Taliban hatte er noch eine Trainingseinheit. Ein Mannschaftskollege sagte gegenüber CBS News, dass Anwari mit Freunden zum Flughafen lief, als er hörte, dass sich Taliban-Kämpfer Kabul näherten.
Auf dem internationalen Flughafen in Kabul landete am 16. August 2021 eine Militärmaschine vom Typ Boeing C-17, das Flugzeug wurde von Menschen umringt und konnte keinen sicheren Standplatz erreichen. Tausende Afghanen versuchten in das Flugzeug zu gelangen. Anwari war unter den Menschen, die sich an dem Militärflugzeug festklammerten. Das Flugzeug erhöhte zur Abschreckung die Geschwindigkeit auf dem Rollfeld und rund ein Dutzend Männer hielten sich noch längere Zeit auf den seitlichen Fahrwerkswülsten. Beim Start des Flugzeugs nach dem Einschwenken auf die Piste kamen mindestens zwei Menschen ums Leben. Als das Flugzeug in der Luft war, stürzten Teile von Anwaris Körper vom Himmel, Überreste wurden bei der Landung des Flugzeugs im Fahrwerkschacht der Maschine gefunden. Die afghanische Nachrichtenagentur Ariana meldete, dass Anwari am 16. August 2021 gestorben war. Die afghanische Generaldirektion für Leibeserziehung und Sport bestätigte seinen Tod.
Zu dem Zeitpunkt war Anwari der einzige mit bekannter Identität unter zahlreichen Menschen, die beim Versuch, auf Evakuierungsflüge aus Kabul zu gelangen, ums Leben gekommen waren. Dass sich Todesfälle bei diesen Flügen und in deren Umfeld ereignet hatten, war durch Fernsehbilder bekannt geworden.

## Reaktionen
Über seinen Todesfall wurde weltweit in Medien berichtet und in sozialen Netzwerken mit großer Anteilnahme darauf reagiert. Die französische Zeitung Libération bezeichnete ihn als „Symbol einer geopferten Jugend“. Gegenüber der New York Times sagte Aref Peyman, der Leiter der Medienarbeit des Afghanischen Olympischen Komitees, Anwari habe wie viele junge Leute die Ankunft der Taliban als das Ende seiner Sportmöglichkeiten und der Hoffnung auf ein besseres Leben angesehen. Khalida Popal, ehemalige Kapitänin der afghanischen Frauenfußballnationalmannschaft, die nach Morddrohungen in Dänemark lebt, drückte ihren Schock und ihre Trauer über den Tod von Zaki Anwari aus. Sie forderte Spielerinnen auf, ihre Trikots zu verbrennen und ihre Social-Media-Präsenz zu löschen, um den Taliban zu entkommen.
Die US Air Force leitete Ermittlungen ein, wie es zu diesem und weiteren Todesfällen im Zusammenhang mit Evakuierungsflügen aus Kabul kommen konnte.